# Марсеру, Павел Петрович
Павел Петрович Марсеру (фр. Paul Salvator Juli Marcerou) — петербургский художник и архитектор французского происхождения, выпускник Императорской Академии художеств, инициатор создания журнала «Художественные сокровища России», который выходил под редакцией Александра Бенуа с 1901 по 1907 год. Владел магазином фарфоровых и фаянсовых изделий на Большой Конюшенной, 29. Погиб в камере предварительного заключения после ареста по сфабрикованному ЧК делу.

## Биография

### Семья и ранние годы
Павел Петрович Марсеру родился 8 августа 1860 года и стал четвёртым ребёнком в семье Петра Теофила Артура Марсеру (Petr Theophil Arthur Marcerou, 15.02.1830-9/21.04.1884) и Джоанны Аделаиды Марсеру, урождённой Кудюрье (Joanna Adelaida Coudurier, 3/15.12.1827-18.04.1906). В 1873 году Пётр Марсеру открыл магазин дамских шляп в Санкт-Петербурге на Большой Конюшенной, 29, в доходном доме статского советника Сергея Дмитриевича Башмакова.
В 11 лет Павел Марсеру был отправлен учиться в Императорское коммерческое училище, по окончании которого получил звание кандидата коммерции и почётного гражданина. В 1877 году он уже учился в Императорской Академии художеств в архитектурном классе. На третьем курсе он досрочно сдал экзамены и уехал во Францию «для отбывания воинской повинности». В июне 1881-го он выпустился из академии с серебряной медалью в звании неклассного художника. Близким другом Марсеру стал сокурсник — будущий прославленный архитектор Леонтий Бенуа.

### Магазин «А. Марсеру»
После окончания учёбы Павел провёл некоторое время во Франции, в 1882 вернулся в Россию. Предположительно, именно ему принадлежала переориентировать семейный магазин на Большой Конюшенной с торговли дамскими шляпами на фарфор и фаянс. Марсеру стали закупать в Лиможе посуду, которую расписывали на заказ и по индивидуальным рисункам. Марсеру нередко сам создавал эскизы. О магазине Марсеру встречаются записи в мемуарах многих петербуржцев — например, его «красивейшие иностранные фарфоры и хрустали deluxe» упоминали Варвара Шнейдер, князь Кирилл Николаевич Голицын, а в рассказе «Люди и вещи» Екатерины Бекетовой герои обсуждали его дороговизну: тогда за 15 рублей у Марсеру можно было купить дюжину кофейных чашек, а «Толстой на те же деньги месяц кормил десять мужиков». В 1889 году Павла Марсеру упоминает заметка в газете «Неделя строителя» как присутствующего на заседании Санкт-Петербургского Общества архитекторов в качестве представителя «завода майоликовых изделий». В 1898-м Павел стал владельцем торгового дома «А. Марсеру». Вскоре его фирма удостоилась чести быть поставщиком Императорского двора.

### Общественная деятельность и искусство
Павел Марсеру активно занимался общественной деятельностью: он стал одним из создателей архитектурных съездов Санкт-Петербургского общества архитекторов, за что в 1911 году был награждён Орденом Святой Анны II степени. С 1892-го он был бессменным казначеем общества, в январе 1917-го он получил чин статского советника. Марсеру устраивал художественные вечера, доходы от которых передавали вдовам членов общества. Также Павел Петрович состоял в Императорском Обществе поощрения художеств (ИОПХ), он выступал за введение уроков рисования и истории искусств в средних учебных заведениях, выработку соответствующей учебной программы. Совместно с Иеронимом Китнером Марсеру разработал проект ремесленной школы для живописцев-декораторов и гравёров, которая была создана силами ИОПХ. C 1898 по 1907 год он входил в совет редакции журнала «Зодчий», а в 1913—1916 годах — журнала «Рулевой» Российского парусного гоночного союза (сам Марсеру был яхтсменом и владел двумя яхтами). Марсеру был также членом комиссии по изданиям Общины Святой Евгении.
В 1900 году Марсеру привлёк Александра Бенуа на пост главного редактора журнала Общества поощрения художеств, который до того «подвергался жестокому осмеянию со стороны мирискусников» за «закоренелое рутинёрство». Новый журнал общества получил название «Художественные сокровища России» и публиковался под редакцией Бенуа с 1901 по 1907 год. Бенуа так описывал Марсеру в своих мемуарах:

Это был типичный француз, и, хотя он вырос в Петербурге, говорил он по-русски с явным французским акцентом и с типично французскими интонациями. Типично французскими были и все его порывистые манеры, его горячность, его жажда играть благодетельную роль в любом художественном деле. <…> Это был необычайно симпатичный человек, и хоть трудно было отделить в нём коммерсанта (магазин Марсеру славился своей чудовищной дороговизной) от художника, то всё же можно было вполне считать его «художественной натурой».

Марсеру активно работал как куратор и коллекционер, причём в разных областях искусства: например, в ноябре 1897 года прошла устроенная им Первая международная выставка художественных афиш, значительная часть работ на которой была взята из личной коллекции Марсеру. В 1912-м он провёл в Академии художеств выставку фарфора и фаянса английской фабрики Wedgwood.

### Смерть
Павел Марсеру был жена на Александре Петровне Карманской, у супругов было трое детей: Сюзанна, Елена и Пётр. В начале 1900-х Павел Марсеру являлся членом «Союза 17 октября». Его сын Пётр собирался жениться на дочери адмирала, фрейлине императриц Ирине Фёдоровне Дубасовой. После революции семья оказалась в крайней немилости у молодой власти. В 1920 году знакомый офицер уговорил Марсеру купить бриллиантовую брошь, чтобы вложить в неё остатки семейных денег. В день сделки всех, кто находился в квартире, арестовали — офицер оказался «агентом-провокатором» ЧК. Павлу Марсеру предъявили обвинение в том, что одна из работниц его дома не состояла в профсоюзе. Спустя два месяца ареста он умер в тюремном лазарете. Практически всё имущество семьи было конфисковано, уже в 1921-м часть фарфора из дома семьи на Большой Конюшенной оказалась в Рыбинском художественно-историческом музее. Известно, что после ареста Дубасову отправили в лагерь исправительных работ в Вологде, освободили по амнистии в 1921 году. После освобождения Пётр Павлович и Ирина Дубасова попытались выехать из России в Финляндию. В шлюпке, которая должна была перевезти их на пароход, с Петром случился приступ эпилепсии, он утонул на глазах у невесты. Дубасова смогла позднее эмигрировать и жила в Эдинбурге, о судьбе семьи Марсеру во многом известно из её мемуаров. Сюзанна Марсеру переехала жить на дачу семьи в Терийоках.